# Scutiger gongshanensis
Scutiger gongshanensis es una especie de anfibios de la familia Megophryidae.

## Distribución geográfica
Es endémica de la provincia de Yunnan (China); quizá en la zona adyacente de Birmania.

## Estado de conservación
Se encuentra amenazada de extinción por la pérdida de su hábitat natural.